# Saab 21

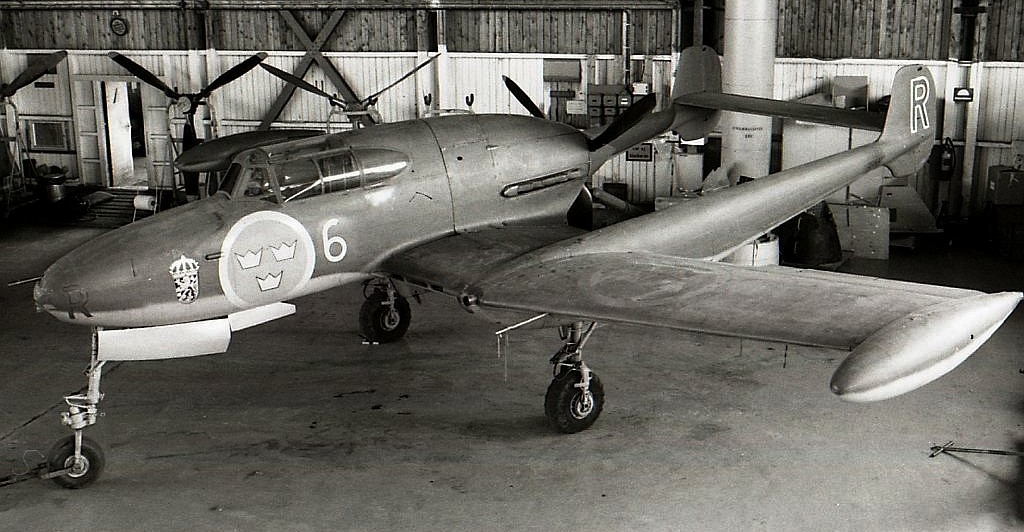
Saab A 21A-3

Saab 21 vadászgép

Saab 21 (katonai jelölése: J-21) a SAAB svéd gyár által gyártott vadászrepülőgép volt, mely először 1943-ban szállt fel. Általános vélemény szerint nagyon hatékony fegyverzettel rendelkezett. Kéttörzsű sárkánnyal és toló légcsavarral készítették, a motor a törzs hátsó részén kapott helyet. A gépből összesen 298 darab épült.

## Tervezés és fejlesztés
A második világháború alatt Svédország meg akarta őrizni semlegességét erős hadseregével, de sikerült megakadályozni azt, hogy külföldi gyártású fegyverektől függjön. Ennek megfelelően a hazai iparra támaszkodva nagyszabású fegyverkezési programot indított, mely egy korszerű vadászgép kifejlesztését is tartalmazta. Ennek a programnak a keretei között tervezték meg a Saab 21 repülőgépet, melynek hajtóművéül a Daimler-Benz DB 605B motor licenc-változatát választották. Az alsószárnyas gépet orrkerekes futóművel, erős fegyverzettel és katapult rendszerű pilótaüléssel, kettős törzzsel és toló-légcsavarral tervezték. Ez az elrendezés lehetővé tette, hogy később a J-21R modellben a dugattyús motort sugárhajtóművel váltsák fel.
A tolólégcsavar előnye, hogy a pilóta kilátását előrefelé semmi sem zavarja és a gépágyúkat a törzs orrába lehet elhelyezni, legfőbb hátránya viszont az, hogy nehezen oldható meg a gép elhagyása veszély esetén, mivel a pilótát a légcsavar lapátjai megsebesíthetik. A SAAB pilóták néha tréfásan a repülőgép toló-légcsavarját ("skjutande propeller") szeletelő légcsavarnak ("skivande propeller") nevezték. Ez a hátrány terelte a tervezőket egy akkoriban egyedülálló konstrukciójú katapult-ülés kialakításához, melyet azonban nem szabadalmaztak, és ez később nehézségeket okozott a Martin Baker vállalattal szemben, amelyik magának tulajdonította a szabadalmi jogokat.
1947-ben a repülőgépet jelentős mértékben áttervezték, ez a sárkány, a vezérsíkok és a szárny konstrukcióját mintegy 50%-ban érintette, a hajtóművet egy De Havilland Goblin sugárhajtóműre cserélték, az új gép a Saab 21R jelzést kapta.

## Gyártás és továbbfejlesztés
A három J 21 prototípus közül az első 1943 júliusában szállt fel, és az 54 darab J 21A-1 vadászgépet 1945 decemberétől kezdték szállítani, melyet 124 darab új fegyverzettel ellátott J 21A-2, majd 119 darab J 21A-3 vadászbombázó követett. A gépeket főleg bombázóként használva a konstrukció korlátai a gép áttervezésének szükségességére mutattak rá, melynek során sugárhajtóművel váltották ki a dugattyús motort. Az eredeti dugattyús motorral szerelt verziót még öt évig gyártották, 1948-1949-ben állították csak le a gyártósort. A J 21A gépeket csak 1954 után vonták ki a hadrendből.

## Változatok

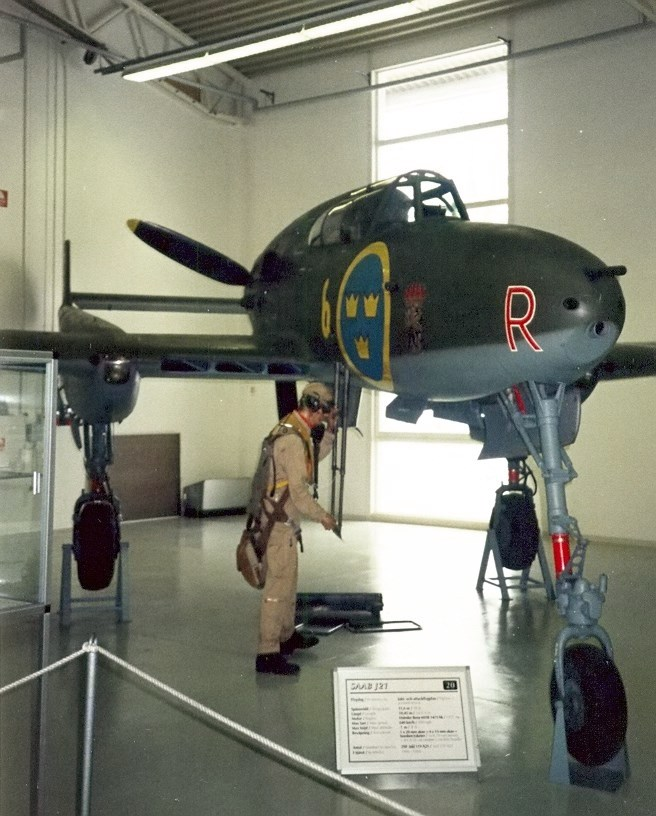
Saab A 21A-3

### J 21A-1
A vadászgép változat első sorozata. 54 darab épült 1945 és 1946 között, 1949-ig volt szolgálatban.

### J 21A-2
A vadászgép változat második és harmadik sorozata (62 gép 1946 és 1947 között gyártva). A gép javított kormányszervekkel készült és svéd gyártmányú 20 mm-es gépágyúval szerelték fel.

### A 21A-3
A vadászbombázó változat első és második sorozata (66 gép 1947 és 1949 között gyártva). A gép alapvetően megegyezik a J 21A-2-el, de felszerelték bomba felfüggesztő sínekkel RATO rakéták felerősítésére és nem irányított rakétákkal és bombákkal is rendelkezett.

### J 21B
Tervezett változat három 20 mm-es gépágyúval a gép orrában, radar, javított aerodinamikai kialakítás és Daimler-Benz DB 605E vagy Rolls-Royce Griffon motor.

### Saab 21R
Sugárhajtóműves változat.
A vadászgépet csak a Svéd Légierő rendszeresítette.

## Megmaradt példányok
Három gép maradt meg:
- Egy 21A-3, szériaszáma 21286, melyet 21R-nek építettek át, a Svéd Légierő Múzeumának állandó kiállításán
- Egy 21A-3, szériaszáma 21311, J 21A-3 néven az F 15 Söderhamn Flygmuseum állandó kiállításán
- Egy 21A-3, szériaszáma 21364, a Svéd Légierő Múzeumának állandó kiállításán

## A Saab 21A-3 adatai
Méretek
Személyzet: 1 fő
Hossz: 10,45 m
Fesztáv: 11,6 m
Magasság: 3,97 m
Szárnyfelület: 22,2 m²
Üres tömeg: 3250 kg
Felszálló tömeg: 4150 kg
Legnagyobb felszálló tömeg: 4413 kg
Hajtómű
Daimler-Benz DB 605B, folyadékhűtésű feltöltött, 60°-os lógó 12 hengeres V-motor, gyártotta a SFA.
Légcsavar: 1 db
Teljesítmény: 1085 kW (1475 LE, 1455 HP)
Teljesítmények
Legnagyobb sebesség: 640 km/h
Utazósebesség: 495 km/h
Hatótáv: 750 km
Magasság: 11 000 m
Emelkedési sebesség: 15 m/s
Fegyverzet
- 1× 20 mm Hispano-Suiza HS.404 vagy Bofors gépágyú
- 2× 13 mm Bofors-gyártmányú 13,2 mm automatkanon m/39 nehézgéppuska a gép orrában
- 2× 13 mm Bofors-gyártmányú 13,2 mm automatkanon m/39 nehézgéppusk a gép szárnyában
- Különféle bombák és rakéták

## Fordítás
- Ez a szócikk részben vagy egészben  a   Saab 21 című angol Wikipédia-szócikk fordításán alapul.  Az eredeti cikk szerkesztőit annak laptörténete sorolja fel. Ez a jelzés csupán a megfogalmazás eredetét és a szerzői jogokat jelzi, nem szolgál a cikkben szereplő információk forrásmegjelöléseként.